# Jorge Ferreira
Jorge Ferreira (Ajuda da Bretanha, Ponta Delgada, Ilha de São Miguel, Açores, 5 de Fevereiro de 1955) é um cantor popular português radicado nos Estados Unidos da América. É autor-interprete das suas canções.
Vendeu mais de cinco milhões de discos. No seu repertório conta com mais de 45 discos gravados, 24 dos quais premiados com o disco de ouro e 14 de platina.
Já foi nomeado "homem do ano" da cidade de Fall River e em Atlantic City foi coroado como embaixador da música portuguesa.

## Percurso
É o mais novo de seis filhos do casal Francisco Ferreira e Maria Rosa Ferreira.
Andava na banda filarmónica local e tocava trompete e harmónica quando teve de acompanhar os Pais para Fall River, nos Estados Unidos, deixando os cinco irmãos que só mais tarde iriam fazer companhia à restante família.
Faz parte de grupos de Fall River como "Banda Santo Cristo", "Banda de Nossa Senhora da Luz", "Jaywalkers", "Sunrise, Sunset". A primeira banda que liderou chamava-se "Vibrations". Seguindo-se o "Conjunto Venus" e o "Conjunto Mars". 
Lança um single com os temas "O Cançonetista que Também é Fadista" e "Paizinho Sonhei Contigo" na editora Sky. Lança mais singles em diversas editoras. O Conjunto Mars" lança em 1979 o álbum "Mars".
É contratado em 1980 pela Henda Records, uma das primeiras editoras discográficas portuguesas de Fall River para fazer três gravações em português. O seu segundo álbum é "Amar Como Jesus Amou". Tornam-se um grande sucesso e consegue lançar discos em Portugal através da Metro-Som. 
Até 1983 lança os singles "Viva Fall River", "As Moças da Minha Aldeia", "Quando Vai Chegar a Paz" e "Viva, Viva New Bedford". Ainda em 1983 assina contrato com a editora portuguesa Rádio Triunfo. É editado o seu terceiro álbum "Viva Fall River". "Os Olhos de Minha Mãe" é outro dos álbuns desse ano. Em 1984 é editado o disco "Baile dos Passarinhos" que contém "Chau" que foi um grande sucesso. 
Em 1985 é editado "Papai" que conta com a colaboração da sua filha Alison no tema principal.  Torna-se o motor de arranque para o sucesso na europa tendo sido convidado para participar no programa "1,2,3" de Carlos Cruz. Obtém mais tarde grande sucesso com os temas "Carro Preto" e "Carro Branco".
Lança o álbum "Açoriano de Raiz" em 1999. Alison Ferreira participa em "Papai 15 Anos Depois" que é uma regravação do sucesso de 1984.
A assinalar os 25 anos de carreira atuou, pela primeira vez, na Madeira, em agosto de 1998, tendo realizado espetáculos em Câmara de Lobos, Porto da Cruz e Ribeira da Janela.
Serge Fernandes e Ricardo Landum produziram o disco Bendito Seja Agosto de 2005.
Em 2009 recebeu 6 prémios na segunda edição dos Portuguese Music Awards of America.
Em Fevereiro de 2013 participa na primeira edição dos International Portuguese Music Awards, vencendo a categoria "Música Popular", e é homenageado pela rádio Voz Emigrante. Lança ainda o album "À Minha Maneira". Em 2014 lança o álbum "Canta com os Amigos - Desgarradas Inéditas". O disco "Quem Ganha são as Mulheres" é editado no ano seguinte. Inclui as participações de Carlos Ribeiro (em "Desgarrada do Carro Preto") e de Ágata e IN-K. em Malhão de Cinfães. 
Em 2016 é editada a compilação "Best Of" com 21 sucessos de 1994 a 2013 e o inédito "Eu te Amo Portugal".
São vários os artistas e grupos musicais de língua portuguesa que cantam e gravam as suas canções destacando-se José Ribeiro, Luís Manuel, Luís Filipe Reis, Nel Monteiro (Encontro Em Fall River) e Tony Carreira.
As suas canções mais emblemáticas são "Viva Fall River", "Mãe, Mãe Já Partiste", "Os Olhos Da Minha Mãe", "Carro Preto", "Carro Branco", "Caminhos Da Califórnia", "Era Pouco e Acabou-se", "A Chupeta", "Como Este Mundo Mudou", "Papai", "Açoriano De Raiz", "Um Velhinho Caminhava", "Não Há Gente Como a Gente", "A Portuguesa É a Mais Linda" e "Nos Arraiais".

## Vida pessoal
É casado com Yvonne Ferreira e tem duas filhas (Alison e Elizabeth) e um filho (Jordan).  Jordan Ferreira fez parte dos Mindwalk, grupo de rock constituído.

## Discografia
incompleta
- Quando Vai Chegar A Paz ?(LP)  Henda Records HR 436  1982
- Jorge Ferreira ?(LP)  Henda Records 444  1983
- Vol. 10  Orfeu 1985
- Carro Preto 1985
- Jorge Ferreira E O Seu Conjunto "Mars" ?(Cass, Album)  Disconorte C 001  1988
- Carro Branco ?(LP, Album)  Movieplay MOV-LP-10206  1988
- Mãe Já Partiste  - Movieplay 1986
- Sonho Desfeito ?(CD, Album)  Movieplay MOV 30161  1992
- Pensar Dum Emigrante ?(CD, Album)  Movieplay MOV 30261  1992
- Papai ?(CD, Album) - reediçao - Movieplay MOV 30263  1992
- Viva Fall River ?(CD, Album, RE)  Movieplay MOV 30265  1992
- Carro Branco ?(CD, Album) - reediçao - Movieplay MOV 30206  1992
- Era Pouco E Acabou-se - Espacial 1994
- Chau ?(CD, Album)  Espacial 3200076  1994
- Prova De Amor ?(CD, Album)  Espacial 3200093  1995
- A Portuguesa É A Mais Linda ?(CD, Album)  Espacial 3200121  1996
- Fronteiras Da Saudade ?(CD, Album)  Espacial 3200215  1998
- A Chupeta ?(CD, Album)  Espacial 3200530  2001
- Vem Agosto, Vem Agosto ?(CD, Album)  Espacial 3200620  2003
- As Velhas E Os Solteirões ?(CD, Album)  Espacial 3200659  2004
- Bendito Seja Agosto  ?(CD, Album)  Espacial 3200734  2005
- Portuguesa Com Certeza ?(CD, Album)  Espacial 3200924  2007
- Pedaços De Mim ?(CD, Album)  Espacial 3800199  2008
- A Lixa ?(CD, Album)  Espacial 3800100  2009
- Pela Terra Pelo Mar ?(CD, Album)  Espacial 3800288  2011
- Tiro Liro À Minha Maneira ?(CD, Album)  Espacial 3800380  2012
- Bailinho À Minha Maneira ?(CD, Album)  Espacial 3800485  2013
- Canta Com Os Amigos Desgarradas Inéditas ?(CD, Album)  Espacial 3800583  2014
- Quem Ganha São As Mulheres ?(CD, Album)  Espacial 3800656  2015
- Best Of (CD, Álbum) Especial 3800735 2016